# Stazione di Brusendorf
La stazione di Brusendorf era una stazione ferroviaria posta sulla linea Neukölln-Mittenwalde; serviva il centro abitato di Brusendorf.